# Isola di James Ross
L'Isola di James Ross (in inglese James Ross Island) è una grossa isola al largo della Penisola Antartica, ed è separata da questa dallo Stretto Prince Gustav, che contribuisce a creare. Si trova al confine tra l'Oceano Atlantico e il Mar di Weddel, sezione del suddetto oceano perennemente coperta da banchisa polare.

## Geografia
Con un'elevazione di 1.630 m, ha una forma irregolare e si estende per circa 64 km in direzione nord-sud. Venne cartografata per la prima volta nell'ottobre del 1903 dalla Spedizione Antartica Svedese comandata da Otto Nordenskiöld. La chiamò con quel nome in onore di James Clark Ross, capo della spedizione britannica in Antartide del 1842, che scoprì e cartografò sommariamente un buon numero di punti lungo il lato est dell'isola. Si impiega il nome James Ross Island per evitare la confusione con la più conosciuta Isola Ross, che si trova nel McMurdo Sound.

È la maggiore delle isole attorno alla penisola nota come Graham Land, che si trova più vicina al Sud America, rispetto a ogni altra parte del continente antartico.

## Base antartica della Repubblica Ceca
La prima base antartica ceca si trova sull'isola di James Ross.

## Resti fossili
Il primo dinosauro mai scoperto nell'Antartide è stato l'Antarctopelta oliveroi, un anchilosauro di medie dimensioni che venne trovato nell'isola di James Ross dal geologo argentino Eduardo Olivero e da Roberto Scasso nel 1986. Il dinosauro venne recuperato nella Formazione Santa Marta (nello strato campaniano del Cretacico superiore), circa 2 km a sud della grotta "Santa Marta Cove" nella parte nord dell'isola. L'anchilosauro non ricevette formalmente un nome scientifico fino al 2006.

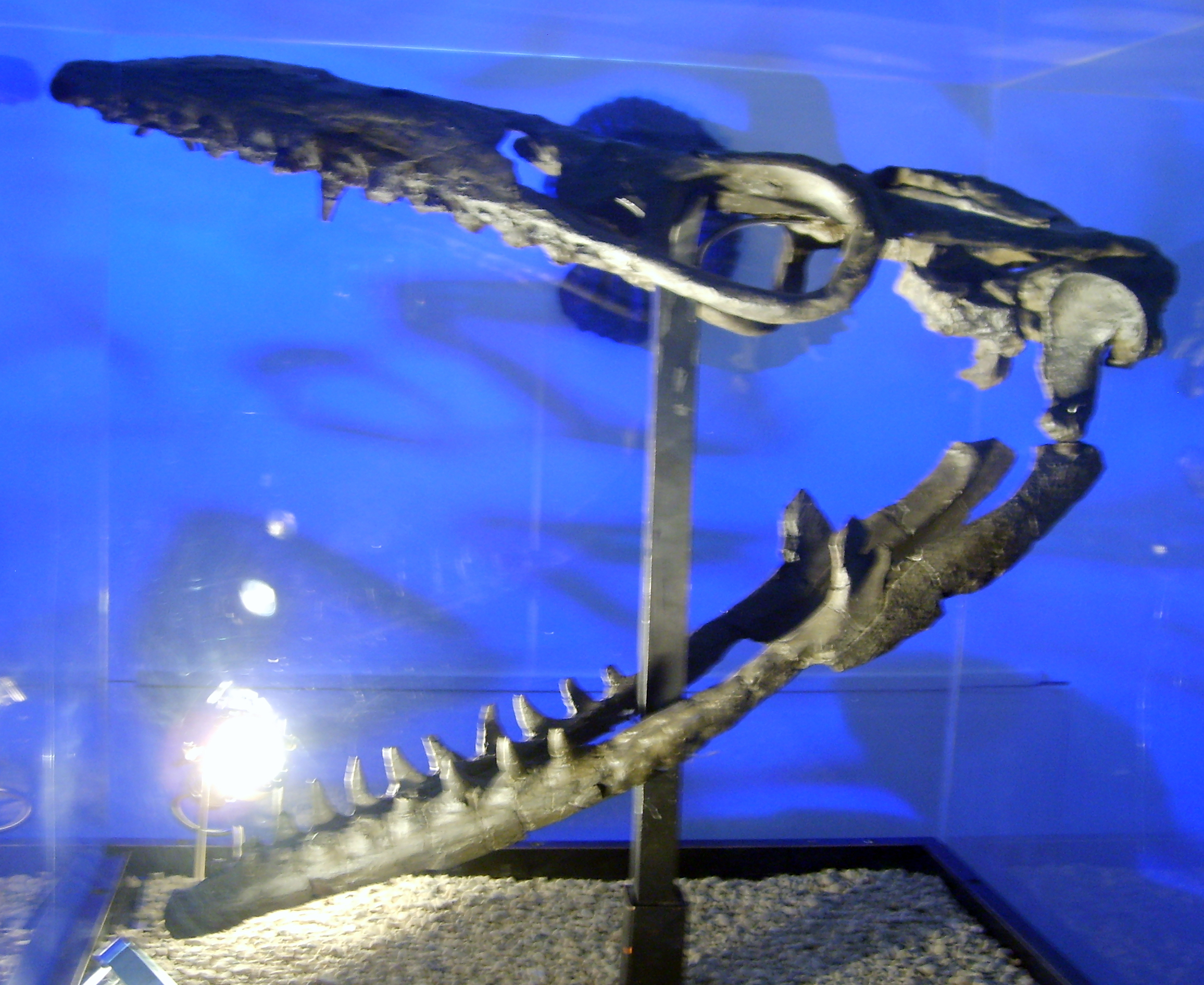
Cranio di Taniwhasaurus antarcticus

Nel 2002 vennero descritti i resti fossili di un mosasauro, una lucertola marina imparentata con i varani. L'animale, inizialmente denominato Lakumasaurus antarcticus, fu poi attribuito a un altro genere di mosasauro noto precedentemente grazie a resti fossili ritrovati in Nuova Zelanda, Taniwhasaurus.
Nel dicembre del 2003, il paleontologo statunitense Judd Case del Saint Mary's College of California e il geologo statunitense James Martin della South Dakota School of Mines & Technology scoprirono le ossa di un dinosauro teropode sull'isola. Soprannominato "Naze" in onore della penisola di Naze dove venne trovato, i resti del Cretacico superiore includono una mascella superiore e ossa, e buona parte delle zampe inferiori e piedi. Si hanno poche informazioni, ma la forma della zampa e dei piedi indica che era un dinosauro corridore, con dimensioni collocabili attorno ai 1,8 m di altezza e peso sui 135 kg. Questo è il secondo teropode antartico scoperto, dopo il Cryolophosaurus ellioti.